# Waldinteressentenschaft
Die Waldinteressentenschaft ist eine Form des Waldeigentums. Der gemeinsame Waldbesitz eines Dorfes wurde im 18. Jahrhundert ursprünglich nach Anzahl der Feuerstellen („Räuche“ = Häuser) vom entsprechenden Landesherren den Dorfbewohnern übereignet. So erhielten zum Beispiel 16 Feuerstellen 16 Anteile am gemeinsamen Eigentum. Später wurden Anteile durch Erbschaft auch geteilt, sodass Bruchteile von Anteilen entstanden. Nach der einmal erfolgten Aufteilung des Eigentums war dieser Prozess abgeschlossen. Neu hinzukommende Einwohner konnten nur bereits bestehende Anteile durch Kauf erwerben oder hatten kein Eigentumsrecht am Waldbesitz. Die Anteilsinhaber werden Waldinteressenten oder auch Waldberechtigte genannt.

## Gemeinsame Bewirtschaftung
Das Waldeigentum darf nur gemeinsam bewirtschaftet werden und ist im Grundbuch verankert. Die Eigentümerversammlung wählt aus ihrer Mitte einen Waldvorsteher, meistens auch einen Vorstand. Diese führen die laufenden Geschäfte. Gebräuchlich unter anderem im südlichen Teil des Landkreises Altenkirchen, in nordöstlichen Teilen des Landkreises wird der Wald per Hauberg bewirtschaftet.
Bei den Waldberechtigten handelt es sich um eine Bruchteilsgemeinschaft im Sinne von § 741 BGB. Die Waldinteressentenschaft ist zwar kein Verein, allerdings ist sie trotzdem analog zu § 50 Abs. 2 ZPO passiv parteifähig, kann also verklagt werden.

## Synonyme
Waldinteressent, Anteilsinhaber, Anteilseigner, Waldberechtigter - Interessentenforst, Waldgenossenschaft, Agrargemeinschaft, Waldwirtschaftsgenossenschaft, Waldschutzgenossenschaft, Waldgerechtigkeit
Siehe auch: Markwald